# 史济彦
史济彦（1932年5月—），男，江苏宜兴人，中国森林采运专家，曾任东北林业大学教授、博士生导师，中国林学会理事。